# Phare d'Argostóli
Pour les articles homonymes, voir Phare (homonymie) et Argostóli.
Le phare d'Argostóli ou phare Saints-Théodore ou phare Agíon Theodóron ou phare d’Ágii Theódori (grec moderne : φανάρι Αγίων Θεοδώρων) est un phare maritime pittoresque de 1829, de style néo-classique grecque, de l'île de Céphalonie de l'archipel des îles Ioniennes de la mer Ionienne en Grèce. 

## Histoire
Ce phare est construit en 1828, sur l'île de Céphalonie (la plus importante des îles Ioniennes) à 3 km du port d'Argostóli (capitale de l'île). 

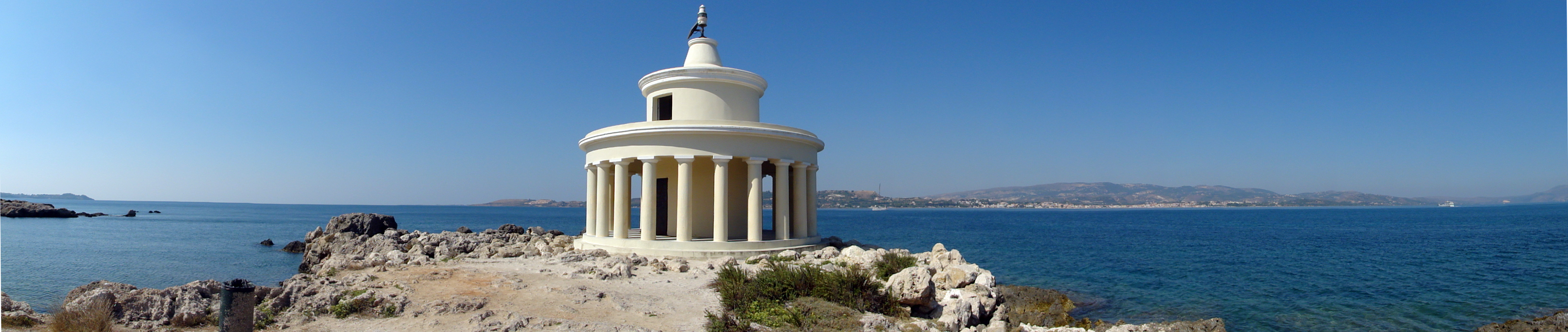

Ce monument néo-classique emblématique des lieux est une rotonde de 8 m de haut, reposant sur une colonnade circulaire de 20 colonnes de style dorique, inspirées de l'architecture de la Grèce antique, avec vue panoramique sur Lixoúri et la péninsule de Palikí de l'autre coté de la baie d'Argostóli. 

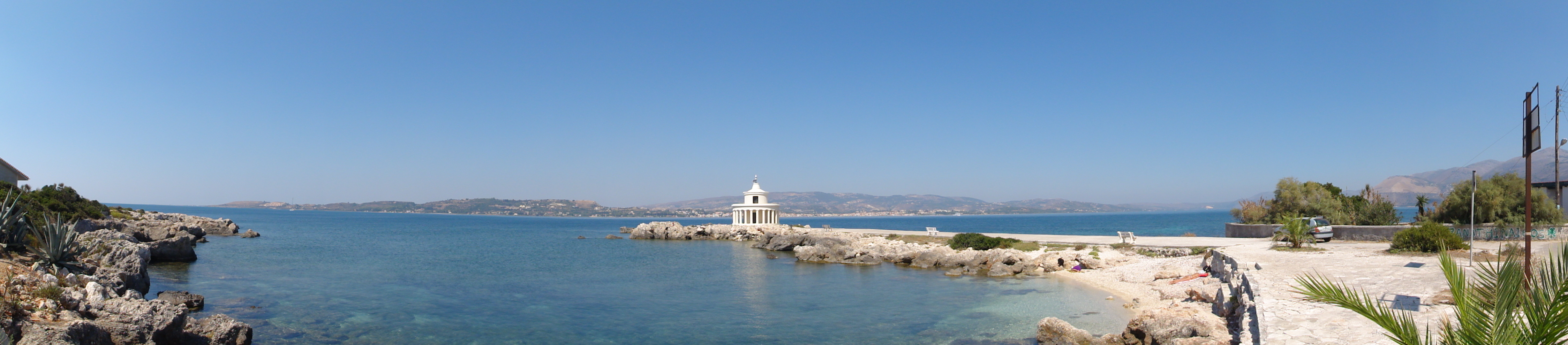

Il est rattaché à la liste des phares de Grèce en 1863, après l'intégration de l'île à la Grèce. Détruit par le séisme de 1953 à Céphalonie, il est reconstruit à l'identique entre 1954 et 1960, d'après les plans d’origine. 

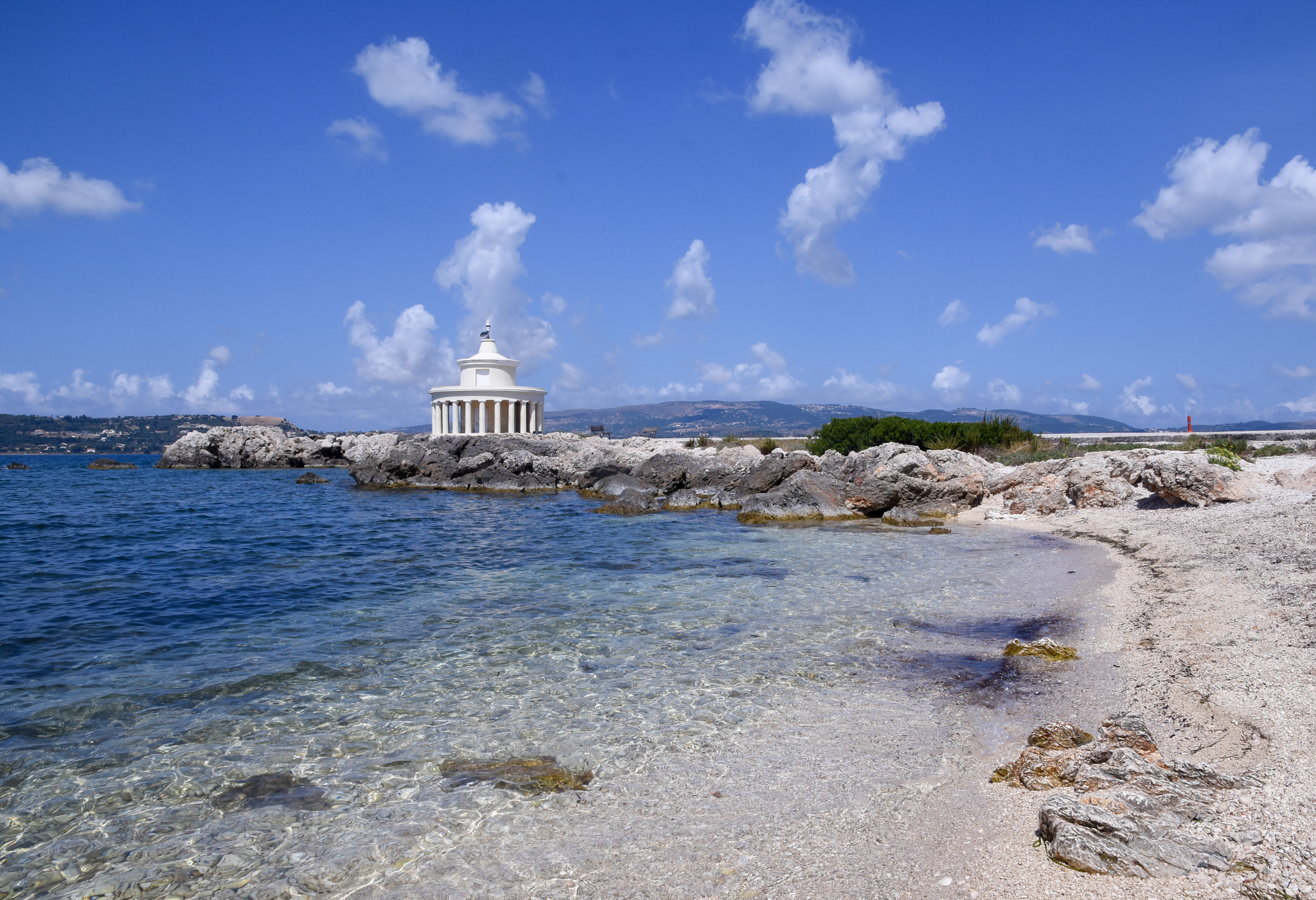
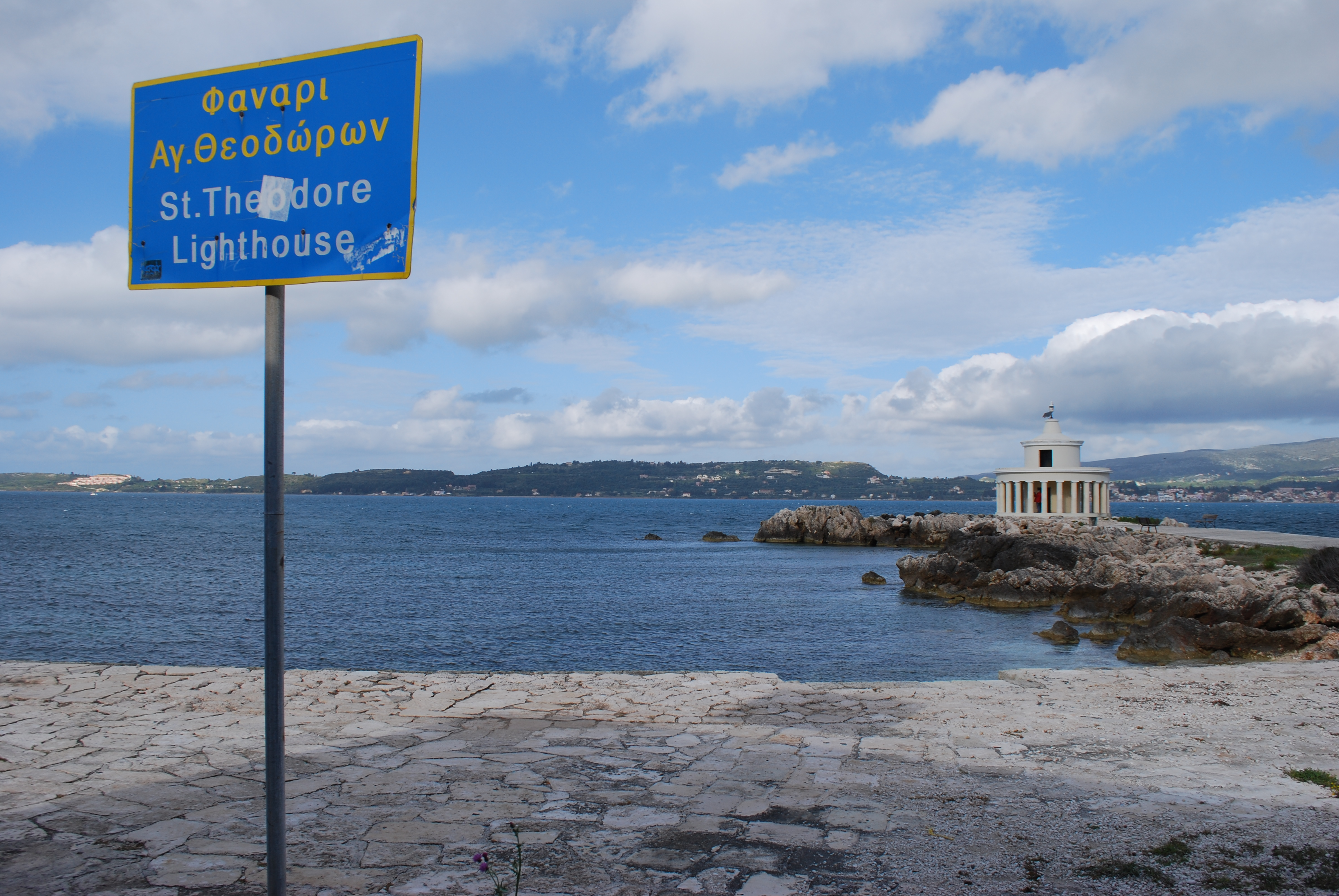
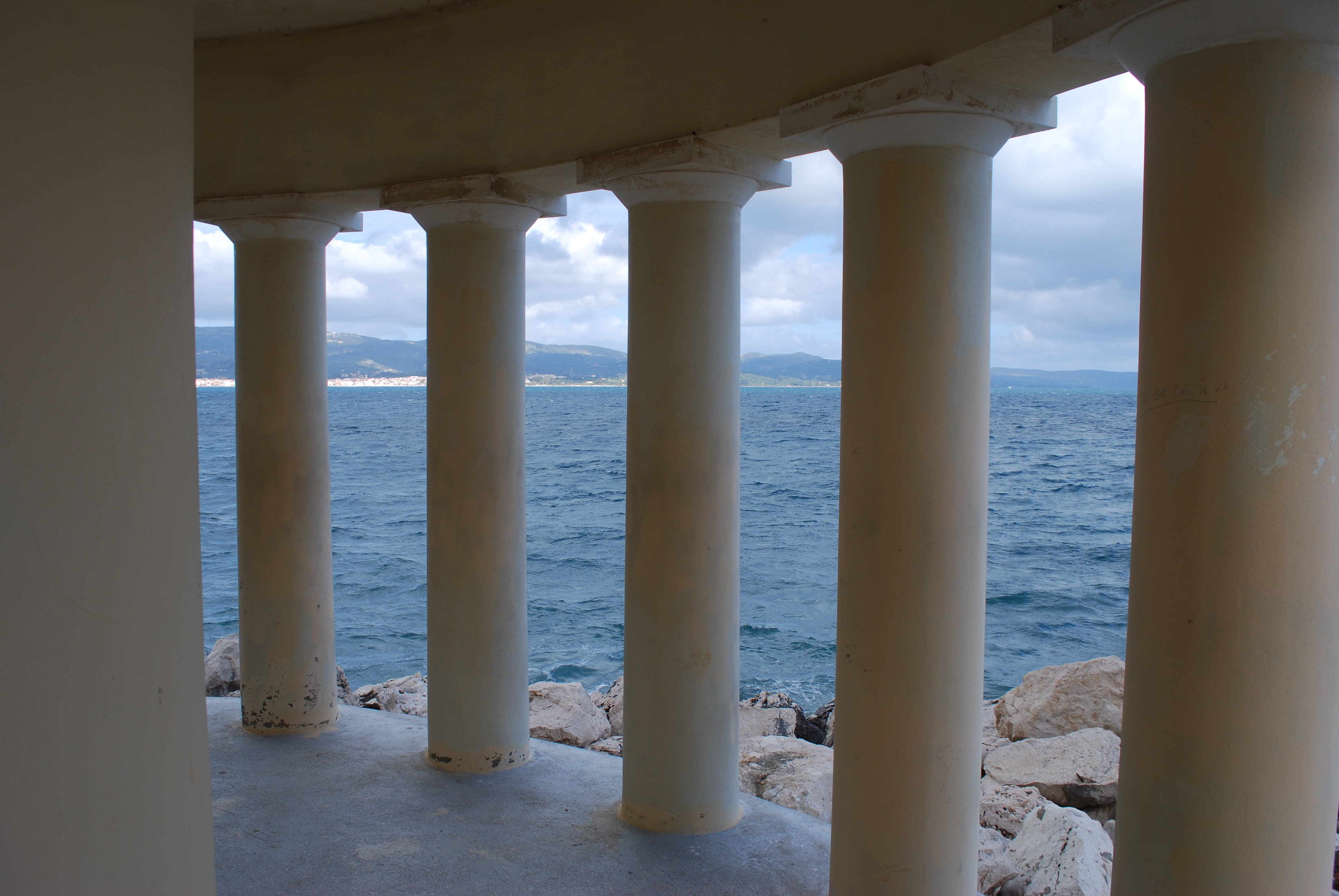

Sa lanterne automatisée culmine à 11 m au-dessus de la baie d'Argostóli, à l'entrée du chenal maritime du port d'Argostóli, avec un flash blanc toutes les 3 secondes.